# Actinanthella menyharthii
Actinanthella menyharthii là một loài thực vật có hoa trong họ Loranthaceae. Loài này được (Engl. & Schinz) Balle mô tả khoa học đầu tiên năm 1954.